# Lewisboro
Lewisboro est une ville américaine située dans le comté de Westchester, dans l'État de New York. Elle compte 12 324 habitants au recensement de 2000 pour une superficie de 75,4 km². 

## Histoire
La ville est fondée en 1787 sous le nom de « Town of Salem ». Le nom de « South Salem » est adoptée en 1806. Le financier John Lewis obtient ensuite que la ville adopte son nom en échange de la promesse du financement d'une future gare ferroviaire. Lewis ne tiendra jamais sa promesse. 

## Notes et références

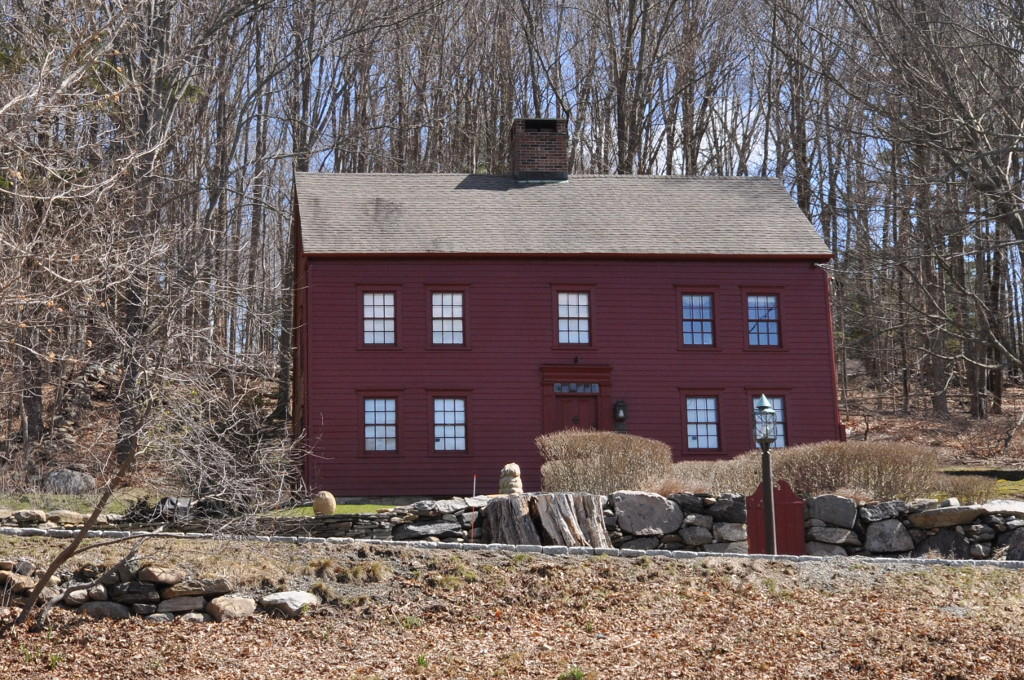

## Lieux-dits et écarts
- Cross River
- Golden's Bridge
- South Salem
- V-town
- Waccabuc

## Natifs de la ville
- Andy Milonakis - Comédien